# Tuineje
Tuineje é um município da Espanha na província de Las Palmas, comunidade autónoma das Canárias. Tem 275,94 km² de área e em 2021 tinha 15 549 habitantes (densidade: 56,3 hab./km²).

## Demografia
| Variação demográfica do município entre 1991 e 2004 | Variação demográfica do município entre 1991 e 2004 | Variação demográfica do município entre 1991 e 2004 | Variação demográfica do município entre 1991 e 2004 |
| --------------------------------------------------- | --------------------------------------------------- | --------------------------------------------------- | --------------------------------------------------- |
| 1991                                                | 1996                                                | 2001                                                | 2004                                                |
| 7 054                                               | 7 544                                               | 9 843                                               | 11 623                                              |